# Alburnus nicaeensis
Espèce
Synonymes
- Alburnus chalcoides aralensis Berg, 1923[2]
- Alburnus chalcoides carinatus Battalgil, 1941[2]
- Alburnus chalcoides derjugini Berg, 1923[2]
- Alburnus chalcoides mentoides longicephala Tseeb, 1930[2]
- Alburnus chalcoides nicaeensis Battalgil, 1941[3] [2]
- Alburnus chalcoides sapancae Battalgil, 1941[2]
- Alburnus chalcoides (Güldenstädt, 1772)[2]
- Alburnus latissimus Kamensky, 1901[2]
- Alburnus longissimus Warpachowski, 1892[2]
- Aspius heckelii Fitzinger, 1832[2]
- Aspius mento Perty, 1832[2]

Statut de conservation UICN

 EX  : Éteint
Alburnus nicaeensis (Iznik shemaya en anglais) est une espèce de poisson d'eau douce de la famille des Cyprinidae désormais éteinte.

## Répartition
Alburnus nicaeensis était endémique de Turquie où cette espèce se rencontrait dans le bassin du lac d'Iznik. Malgré de nombreuses recherches effectuées entre 1996 et 2003, aucun spécimen n'a pu être trouvé. Son extinction serait due à la mise en concurrence avec Atherina boyeri, poisson importé pour accroitre la productivité halieutique du lac.

## Description
La taille maximale connue pour Alburnus nicaeensis est de 146 mm.

## Étymologie
Son nom d'espèce, composé de nicae et du suffixe latin -ensis, « qui vit dans, qui habite », lui a été donné en référence au lieu de sa découverte, Nicaea, Nicée en français, l'ancien nom de la ville d'İznik.

## Publication originale
- Battalgil, 1941 : Türkiyenin tatlı su balikları. Les poissons des eaux douces de la Turquie. Revue de la Faculté des Sciences de l'Université d'Instanbul, sér. B - Sciences Naturelles, vol. 6, n. 1-2 p. 170-186[7].